# Wilhelm Grosz
Wilhelm Grosz (geboren 11. August 1894 in Wien, Österreich-Ungarn; gestorben 10. Dezember 1939 in New York City) war ein österreichischer Musiker, dessen kurzes Schaffen als Komponist, Dirigent, Pianist und Musikwissenschaftler sowohl der klassischen als auch der Unterhaltungsmusik gewidmet war.

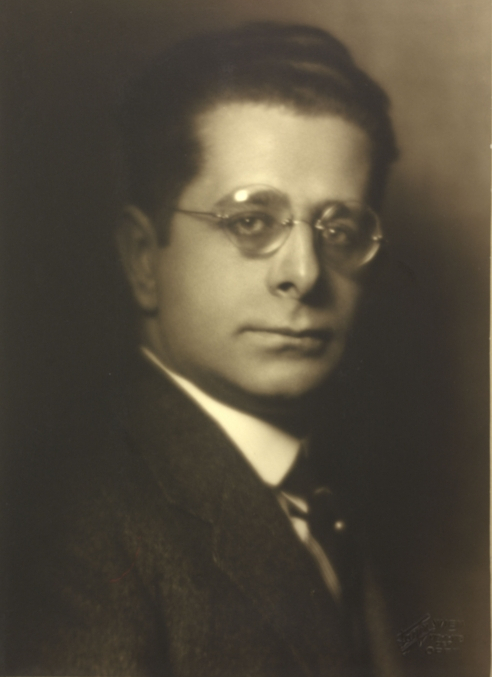
Wilhelm Grosz (Aufnahme von Georg Fayer, 1927)

## Leben
Wilhelm Grosz besuchte in Wien das Gymnasium Wasagasse, seine Eltern betrieben ein Juweliergeschäft am Graben. Er studierte von 1913 bis 1919 Komposition, Klavier und Dirigieren an der Wiener Musikakademie unter anderem bei Richard Robert, Richard Heuberger, Robert Fuchs und Franz Schreker. An der Universität Wien studierte er zusätzlich Musikwissenschaft. 1920 wurde er dort bei Guido Adler mit der (ungedruckten) Dissertation Die Fugenarbeit in Wolfgang Amadeus Mozarts Vokal- und Instrumentalwerken promoviert. 1919 wurden seine Orchesterstücke Tanz und Serenade von den Wiener Philharmonikern unter Felix Weingartner uraufgeführt.
1919 bis 1921 stand er in beruflichen und privaten Beziehung zu Olga Schnitzler, der Frau von Arthur Schnitzler. Diese Beziehung wurde zu einem der zentralen Elemente, die zur Scheidung der Ehe der Schnitzlers führte.
1921 ging er für ein Jahr als Kapellmeister an die Oper Mannheim und arbeitete danach als freischaffender Komponist und Pianist in Wien. 1922 komponierte er eine Jazzband-Sonate für Violine und Klavier und nahm in Salzburg am ersten Musikfest der Internationalen Gesellschaft für Neue Musik teil. Unrühmlich war (mutmaßlich, da die Überlieferung seinen Namen als „Gross“ statt „Grosz“ benennt) sein Verhalten während dieses Festes, als Grosz während einer dortigen Aufführung von Anton Weberns Fünf Stücken für Streichquartett op. 5 als einer der Störer der Aufführung im Publikum so auffiel, dass der Architekt Adolf Loos (1870–1933) das Podium betrat und sich aus Empörung hierüber für die Ächtung von Grosz aussprach. 1925 wurde Grosz’ Einakter Sganarell in Dessau und Wien uraufgeführt. 1928 kam in Hannover sein pantomimisches Jazz-Ballett Baby in der Bar nach dem Libretto von Béla Balázs heraus.
1927 erhielt er den Musikpreis der Stadt Wien. Im selben Jahr heiratete er Elisabeth Schoen und übersiedelte nach Berlin. Dort wurde er künstlerischer Leiter der neu gegründeten Ultraphon-Schallplattengesellschaft, bei der er auch eigene Liedbegleitungen und Schlagerkompositionen herausbrachte, auch ein Dirigat bei den Berliner Philharmonikern. Er komponierte Schlager, so Sieben kleine Tillergirls, arrangierte Lieder und Strauß-Walzer, begleitete Sänger und spielte auf Schallplatten mit Walter Kaufmann Klavierduos der Unterhaltungsmusik und mit dem Berliner Konzertverein Potpourris ein.
Für die Schlesische Funkstunde in Breslau realisierte er mit den Afrika Songs eine Sammlung von Liedern nach Texten afroamerikanischer Lyrik, vornehmlich von Langston Hughes (die Uraufführung am 4. Februar 1930 sangen Kaete Nick-Jaenicke und Leo Weith), und komponierte die Funkoperette Eine kleine Melodie. Für Erich Engels Film Wer nimmt die Liebe ernst (1931) schrieb er die Filmmusik, die von Dajos Béla dargeboten wurde. Weitere Produktionen waren die Opernburleske Achtung, Aufnahme, die 1930 an der Oper Frankfurt uraufgeführt wurde, sowie ein grotesk-parodistischer Liederzyklus unter dem Titel Bänkel und Balladen für Friedrich Hollaender.
Nach der Machtübergabe an die Nationalsozialisten 1933 musste er als Jude Deutschland verlassen, die Aufführung seiner Musik wurde verboten und 1938 als „entartete Musik“ bezeichnet. Nach Wien zurückgekehrt wurde er Kapellmeister an Otto Premingers Wiener Kammerspielen. Der österreichische Antisemitismus veranlasste ihn, mit seiner Familie und seinen Eltern 1934 nach England zu flüchten. Dort gewann sein Talent für die Unterhaltungsmusik sogleich Anerkennung, als er mit Isle of Capri den erfolgreichsten Schlager der Saison 1934 herausbrachte. Auch in den Folgejahren produzierte er mit dem Songschreiber Jimmy Kennedy Hits für die Musikverlage in der Londoner Denmark Street (seit den 1920er Jahren auch „Britain’s Tin Pan Alley“ genannt): Harbour Lights, Red Sails in the Sunset und When Budapest Was Young. The Beatles spielten Red Sails in the Sunset 1962 im Hamburger Star Club. Da er die Schlager unter den Pseudonymen Hugh Williams und André Milos komponierte, fand Ein Schiff fährt nach Schanghai (Red Sails in the Sunset) auch den Weg in das nationalsozialistische Deutschland.
Auf Empfehlung seines Schulfreundes Erich Wolfgang Korngold reiste Grosz im Mai 1939 mit seiner Frau in die USA. In New York komponierte er noch einige Schlager. Seine erste für die Filmindustrie in Hollywood entstandene Komposition war für den Film Along the Santa Fé Trail gedacht. Der Titelsong war die umgearbeitete Version eines Tangos, den Grosz 1929 für den Tenor Joseph Schmidt geschrieben hatte. Grosz verstarb im Dezember 1939 an den Folgen eines Herzinfarkts, der Film wurde 1940 gedreht, die Filmmusik wurde dann von Max Steiner realisiert.

## Kompositionen (Überblick)
- Sganarell, Opera buffa
- Achtung Aufnahme! Tragikomödie
- Der arme Reinhold, Tanzmärchen
- Baby in der Bar, Ballett
- Bühnenmusiken zu Franz Werfels Spiegelmensch und Bocksgesang
- Bühnenmusik zu Gerhart Hauptmanns Die versunkene Glocke
- Filmmusik zu Wer nimmt die Liebe ernst, 1931
- Orchesterwerke, Orchesterlieder
- Kammermusik
- Lieder, Songs, Schlager